# (21627) Sillis
(21627) Sillis (1999 NZ3) – planetoida z pasa głównego asteroid okrążająca Słońce w ciągu 4,07 lat w średniej odległości 2,55 j.a. Odkryta 13 lipca 1999 roku.